# Chli Windgällen
Chli Windgällen är en bergstopp i Schweiz.   Den ligger i kantonen Uri, i den centrala delen av landet, 100 km öster om huvudstaden Bern. Toppen på Chli Windgällen är 2 986 meter över havet, eller 281 meter över den omgivande terrängen. Bredden vid basen är 0,85 km.
Terrängen runt Chli Windgällen är huvudsakligen mycket bergig. Närmaste större samhälle är Erstfeld, 5,6 km nordväst om Chli Windgällen. 
I omgivningarna runt Chli Windgällen växer i huvudsak blandskog. Runt Chli Windgällen är det glesbefolkat, med 14 invånare per kvadratkilometer.